# Thomas Matton
Thomas Matton (Horebeke, 24 ottobre 1985) è un allenatore di calcio ed ex calciatore belga, di ruolo centrocampista.

## Carriera
Segna il suo primo gol in Champions League con la maglia del Gent, contro lo Zenit San Pietroburgo con il risultato finale di 2-1 per lo Zenit.

## Palmarès

### Club

#### Competizioni nazionali
- Supercoppa del Belgio: 1

Gent: 2015